# ユキヲ
ユキヲ（10月13日 - ）は、日本の漫画家・イラストレーター。東京都出身。血液型はO型。男性。

## 概要
商業・同人を問わずゴシック・アンド・ロリータを題材にした作品が多いことで知られる。デビュー当初は成人向け漫画を中心に描いていたが、近年はアダルトゲーム原作の漫画化作品（全年齢対象）や一般向けのオリジナル作品も描いている。
2023年（令和5年）11月現在は、『COMIC メテオ』にて『邪神ちゃんドロップキック』を連載中。
他に、同人サークル「福のれん」を主宰している。活動ジャンルは主にアーケードゲーム。ペンネームの由来はタイトーの格闘ゲーム『ファイターズインパクト』に登場する同名のキャラクターから。

## 作品

### 画集
- nouvelle vague（コアマガジン）

2006年8月初版 ISBN 978-4-86252-024-1

### 漫画
オリジナル
- ミルクキャラメル（フランス書院、全1巻） ※ 成人向け漫画
- 武蔵野線の姉妹（FlexComixブラッド 2007年12月14日掲載分 - → FlexComixネクスト 2008年6月10日掲載分 - → COMIC メテオ 、全5巻、完全版全2巻）
- まりかちゃん乙（まんがホーム 2010年2月号ゲスト、4月号 - 2014年4月号、全3巻） ※ 4コマ漫画
- 邪神ちゃんドロップキック[2]（COMIC メテオ 2012年4月25日掲載分 - 連載中、既刊25巻）
- およしになって!蘭丸さん（グランドジャンプ 2012年創刊24号 - 2013年7号、同誌公式サイトWEB連載2013年4月24日配信分 - 同年7月10日配信分、全1巻）
- 宇宙ファラオ☆パトラちゃん（まんがホーム 2014年7月号 - 2017年5月号、全2巻） ※ 4コマ漫画
- JJドクターwithT（プリンセスGOLD 2015年9月号）
- ごっどちゃんず（KADOKAWA・コミックキューン 2017年10月号 - 2020年4月号、全2巻）

漫画化作品
- Gift 〜under the rainbow〜（原作：MOONSTONE、角川書店・コンプティーク 2006年2月号 - 2007年3月号、全2巻）
- Clear いつか立ったあの丘で―（原作：MOONSTONE、角川書店・月刊コンプエース 2007年8月号 - 2008年7月号、全2巻）
- タユタマ -Kiss on my Deity-（原作：Lump of Sugar、角川書店・月刊コンプエース 2009年1月号 - 7月号、全1巻）

### 原画・挿画など
ゲーム原画
- ジェミニ（せきらら、キャラクターデザイン）
- Hyper→Highspeed→Genius（原画、キャラクターデザイン）

挿画
- 俺の脳内選択肢が、学園ラブコメを全力で邪魔している（春日部タケル著、角川スニーカー文庫、全13巻）
- ハーフダラーを探して（水城正太郎著、富士見ミステリー文庫、既刊3巻）
- ブラッド・チューン THE NOVELIZATION（糸井健一著、なごみ文庫、既刊1巻）
- 美少女が多すぎて生きていけない（芦屋六月、電撃文庫、既刊2巻）

ラベルイラスト
- 醤油「桜姫」